# 嘗女

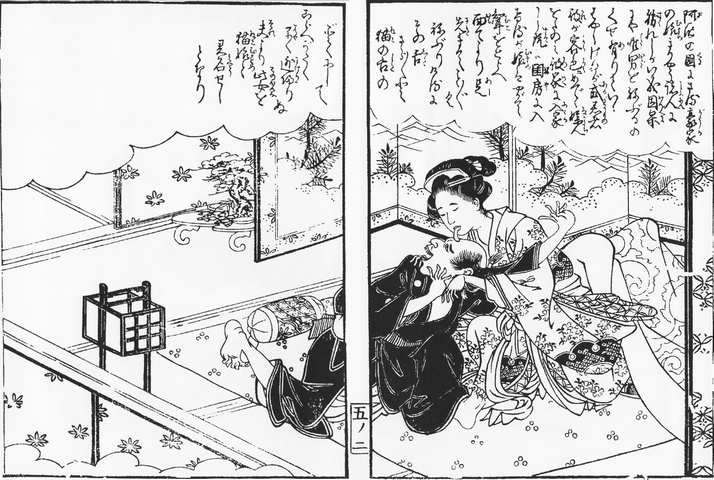
速水春暁斎・画『絵本小夜時雨』巻五より「阿州の奇女」

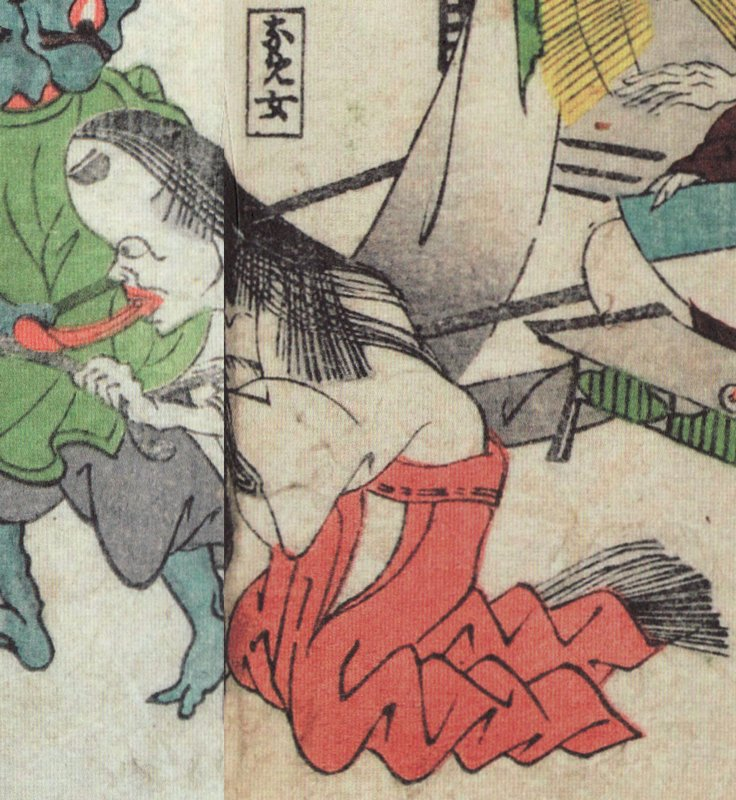
『狂歌百鬼夜興』より「舐め女」

嘗女（なめおんな）は、江戸時代の絵本読本『絵本小夜時雨』五之目録にある奇談「阿州の奇女」に登場する怪女。原典での名は後述するように「猫娘」だが、後の天保元年（1830年）の狂歌本『狂歌百鬼夜興』には「舐め女（なめおんな）」の名で登場しており、昭和・平成以降の妖怪関連の文献では「嘗女」の名で記載されていることが多い。

## 概要
かつて阿波国（現・徳島県）の富豪の家に娘がいた。この娘は大変器量が良かったが、なぜか男の体をやたらに嘗め回す奇癖があった。
あるとき、娘の美貌に魅入られた若者が婿に入った。いざ寝床に入ったところ、娘は若者の頭から足先まで全身を嘗め始めた。その舌はまるで猫の舌のようにざらざらとした感触であった。若者は気味悪がり、たちまち逃げ出した。以来、この娘は「猫娘」と呼ばれたという。
なお前述の『狂歌百鬼夜興』は妖怪を主題とした狂歌本だが、この「嘗女」は妖怪ではなく単に奇癖を持った人間、奇人変人の類であり、かつてはそのような奇矯な性格の人間たちも妖怪同然に見なされていたとの見方もある。
寛政5年（1793年）の黄表紙『古今化物評判』にも「なめ女」の名があることから、当時はよく知られた存在と見られており、黄表紙にしばしば「油舐めの禿」と呼ばれる、行灯などの灯油を舐める禿が登場していることから、嘗め女はこの禿に類するものだったとも考えられている。
尾張藩士三好想山が著した『想山著聞奇集』（1850年）にも行灯の油を嘗める奇癖を持つ品川の飯盛女の話が収められている。前半は怪談めいているが、舌が荒れた時に行灯で温められた油を舐めると具合が良いので、それが癖になってしまった人も希にいるという話で締めくくられている。
一方で大正時代には、真木痴嚢による『狂歌化物百首』に「涎たれ接吻をねらふ色摩さへ なめ女には逃げ出すらむ」とあることから、人間を舐める女の妖怪が知られていたとの解釈もある。